# Corin Redgrave
Corin William Redgrave (ur. 16 lipca 1939 w Londynie, zm. 6 kwietnia 2010 tamże) – brytyjski aktor filmowy, telewizyjny i teatralny.

## Życiorys
Był synem Michaela Redgrave'a i Rachel Kempson. Jego pierwszą żoną była Deirdre Hamilton-Hill, z którą miał dwoje dzieci: Jemmę Redgrave i Luke'a Redgrave'a. Drugą żoną artysty była aktorka Kika Markham, z którą również miał dwoje dzieci.

## Wybrana filmografia
- 1974: Between Wars jako Dr Edward Trenbow
- 1981: Excalibur jako Cornwall
- 1983: Wagner jako Dr Pusinelli
- 1984: Eureka jako Worsley
- 1994: Cztery wesela i pogrzeb jako Hamish
- 2002: Shackleton jako Lord Curzon
- 2003: Zabić króla jako Lord de Vere
- 2004: Przetrzymać tę miłość jako profesor
- 2005: Dziewczyna z kawiarni jako Premier